# باربارا پیتمن
باربارا پیتمن (انگلیسی: Barbara Pittman؛ ۶ آوریل ۱۹۳۸ – ۲۹ اکتبر ۲۰۰۵) یک خواننده اهل ایالات متحده آمریکا بود.